# Эзере (река)
Э́зере (Э́зерупе; устар. Эзер; латыш. Ezere, Ezera, Ezerupe, Ķerkliņupe, Vaivada, Zariņupe) — река в Латвии, течёт по территории Эзерской, Яунауцской, Рубской и Звардской волостей Салдусского края. Правый приток нижнего течения Вадаксте.
Длина — 56 км (по другим данным — 45,6 км или 64 км). Начинается посреди болотистой лесистой местности в субгляциальной ложбине Циецерес-Керклиню на Восточно-Курсской возвышенности, юго-восточнее населённого пункта Стрики в Звардской волости. Устье Эзере находится в 15 км по правому берегу Вадаксте, на южной окраине населённого пункта Эзере в Эзерской волости. Падение — 48,1 м. Площадь водосборного бассейна — 387 км². Объём годового стока — 0,11 км³.
Основные притоки:
- левые: канавы Путелю и Яунауцес, Юдупите;
- правые: Друве, Ликупе, Брузиле, Сусте[8].